# 清水一貴
清水 一貴（しみず かずき、6月3日 - ）は、日本の男性声優。山梨県出身。
以前はオフィス野沢、メディアフォース、ディーカラーに所属していた。

## 出演作品

### テレビアニメ
2009年
- 極上!!めちゃモテ委員長（2009年 - 2011年、北神空馬、男子、同級生、男性、美少年、不良、鍋島一輝） - 2シリーズ
- 咲-Saki-（男子対局者）

2010年
- ドラゴンボール改（男性）

2012年
- 銀魂'（すまいるの店員）
- K（2012年 - 2015年、三科草太、千歳洋、五島蓮） - 2シリーズ

2014年
- 金田一少年の事件簿R（近衛元彦）
- ハピネスチャージプリキュア!（男子生徒）

2015年
- 聖剣使いの禁呪詠唱（生徒）

2016年
- 牙狼 -紅蓮ノ月-（貴族1、兼平）

### 劇場アニメ
- ハートの国のアリス 〜Wonderful Wonder World〜（2011年）
- 劇場版 K MISSING KINGS（2014年、千歳洋、五島蓮）
- UFO学園の秘密（2015年）

### ゲーム
- エクシズ・フォルス（2009年、イグニス）
- 俺の妹がこんなに可愛いわけがない。HappyenD（2013年）
- 帝国海軍恋慕情〜明治横須賀行進曲〜（2015年、深山稜照[2]）

### ドラマCD
- 愛俺!〜男子校の姫と女子校の王子〜俺がメイドで執事がキミで編
- 桃組プラス戦記

### 吹き替え

#### 映画
- イケてる私とサエない僕
- 裏切りの戦場 葬られた誓い（JP）
- クラバート 闇の魔法学校（クラバート）

#### ドラマ
- 善徳女王
- チャームド 〜魔女3姉妹〜
- パダムパダム 〜彼と彼女の心拍音〜（ヤン・ガンウ）
- HAWAII FIVE-0